# U-Bahnhof Roppongi
Der U-Bahnhof Roppongi (jap. 六本木駅, Roppongi-eki) ist ein unterirdischer U-Bahnhof in der japanischen Hauptstadt Tokio. Er befindet sich im Stadtteil Roppongi im Bezirk Minato und ist Kreuzungspunkt von zwei Linien der U-Bahn-Gesellschaften Tōkyō Metro und Toei.

## Anlage

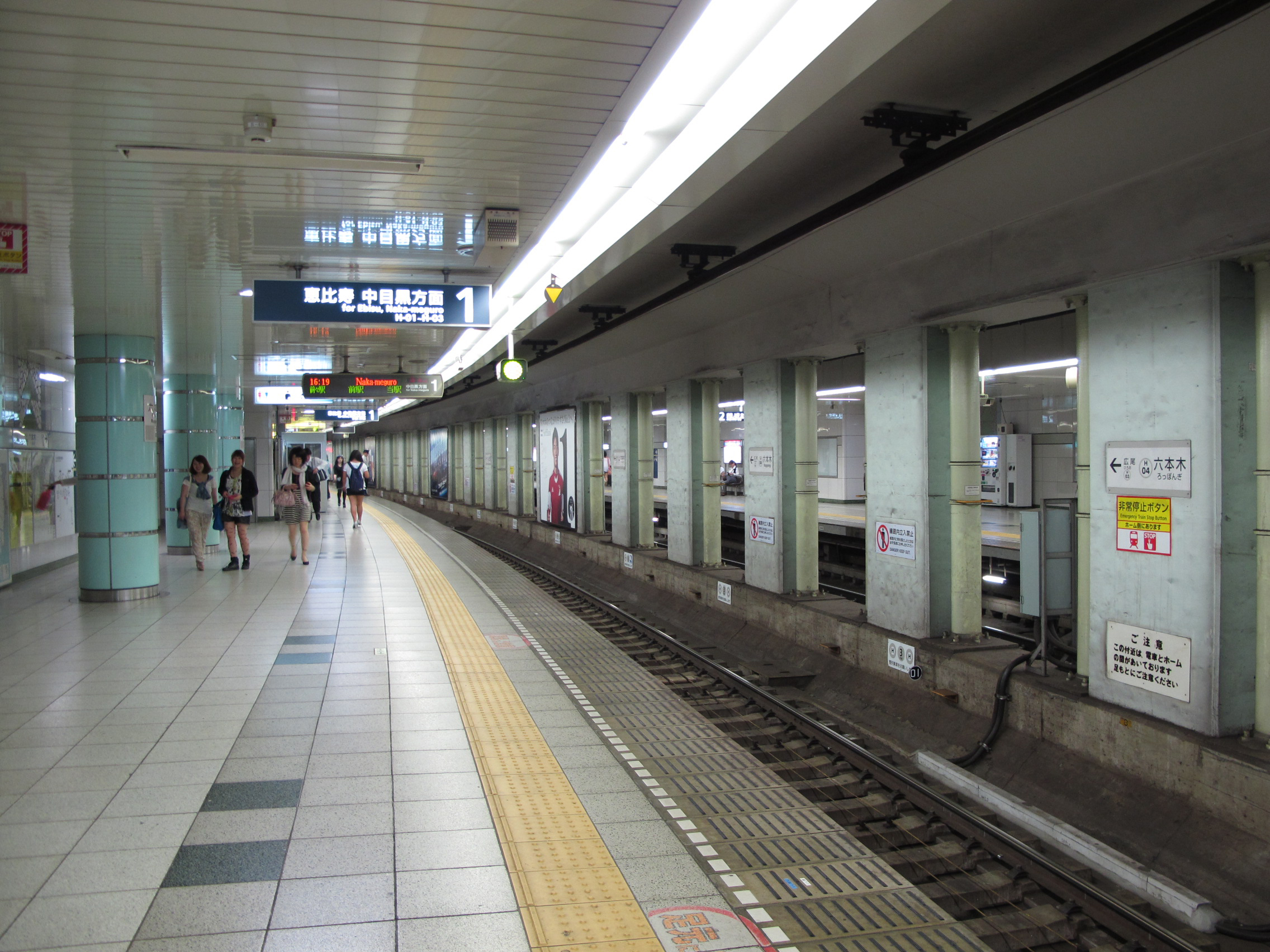
Bahnsteig der Hibiya-Linie

Im U-Bahnhof Roppongi kreuzen sich zwei Linien auf unterschiedlichen Ebenen. Von Nordwesten nach Süden verläuft die von Tōkyō Metro betriebene Hibiya-Linie, von Westen nach Osten die Ōedo-Linie der Toei-U-Bahn. Beide Linien verfügen über zwei Gleise an Seitenbahnsteigen sowie über eigene Verteilerebenen, die durch Verbindungstunnel miteinander verknüpft sind. Die Bahnsteige der Ōedo-Linie liegen 42,3 Meter unter der Erdoberfläche und sind damit die tiefsten aller japanischen U-Bahnen.
Im Fiskaljahr 2018 nutzten durchschnittlich 242.743 Fahrgäste täglich den U-Bahnhof. Davon entfielen 138.950 auf Tōkyō Metro und 103.793 auf Toei.
Mehrere Bushaltestellen in der Nähe des U-Bahnhofs werden von sieben Linien der Gesellschaften Toei Bus, Chibus und Nishi Tokyo Bus bedient. Bedeutende Sehenswürdigkeiten in der Umgebung sind die Wolkenkratzer Roppongi Hills Mori Tower und Tokyo Midtown, das Sendezentrum von TV Asahi, das Mori-Kunstmuseum sowie das Nationale Kunstzentrum.

## Weblinks

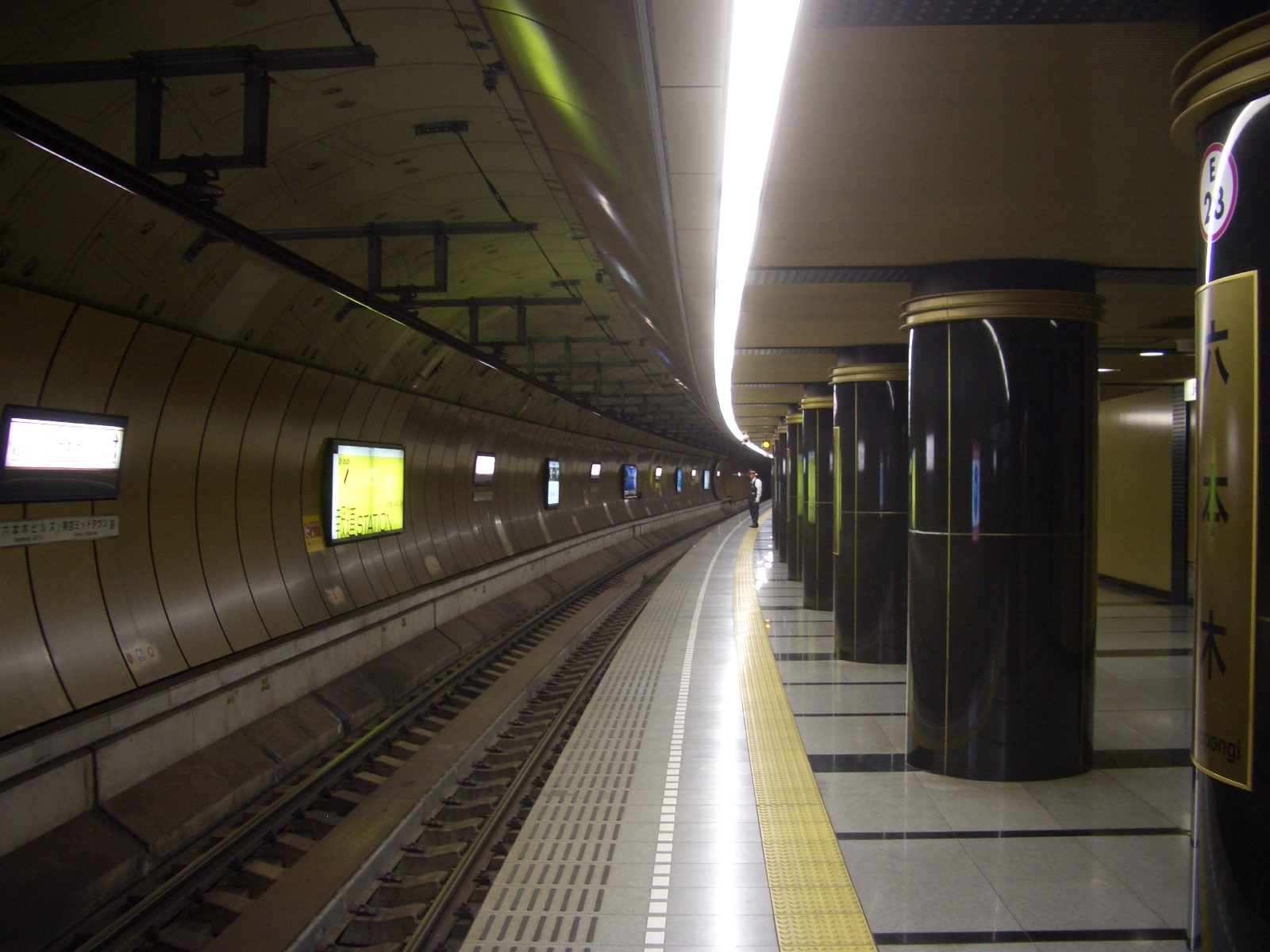
Bahnsteig der Ōedo-Linie

## Geschichte
Am 25. März 1964 eröffnete die Teito Kōsokudo Kōtsū Eidan (kurz Eidan, seit der Privatisierung im Jahr 2004 als Tōkyō Metro bekannt) einen sechs Kilometer langen Abschnitt der Hibiya-Linie von Kasumigaseki nach Ebisu. 1994 begann die Eidan mit dem Ausbau des U-Bahnhofs, der neue Zugänge und breitere Bahnsteige umfasste. Nach sieben Jahren waren die Bauarbeiten im März 2001 abgeschlossen, die Kosten des Projekts betrugen 3,97 Milliarden Yen. Drei Monate zuvor eröffnete das Verkehrsamt der Präfektur Tokio (Toei) am 12. Dezember 2000 einen 25,4 km langen Abschnitt der Ōedo-Linie von Kokuritsu-kyōgijō-mae nach Tochōmae. Dadurch wurde Roppongi zu einem Umsteigebahnhof.